# Тайский оркестр слонов

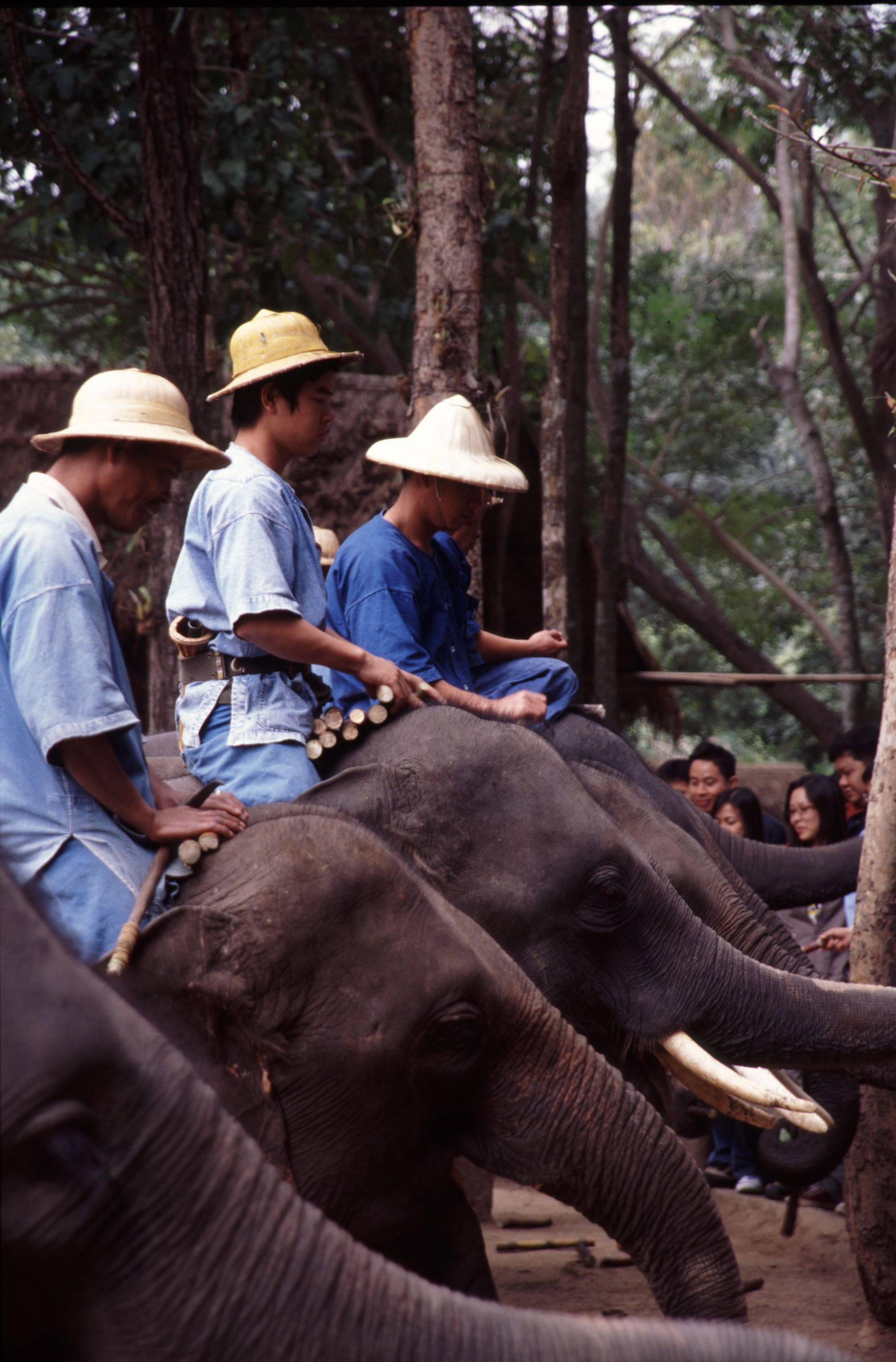

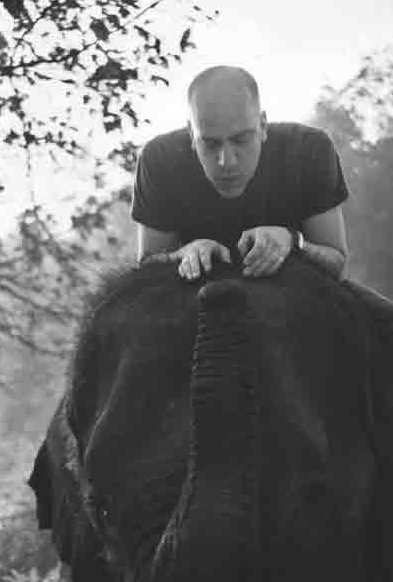
Дейв Солджер

Тайский оркестр слонов — ансамбль из слонов, базирующийся в провинции Лампанг в северном Таиланде. Для игры животные используют специально изготовленные для них музыкальные инструменты. Оркестр принадлежит Национальному институту слонов (NEI) и играет для посетителей этого заведения.

## История
В 1992 году возле Тхунг Квиан, в районе Ханг Чат, примерно в 28 километрах от города Лампанг, был открыт государственный Центр по сохранению тайских слонов (TECC; ныне Национальный институт слонов). В этом учреждении слонов содержат, лечат и обучают. Факультет ветеринарной медицины Чиангмайского университета является партнёром туристического центра института. Одной из задач института является обеспечение существования бывших рабочих слонов Таиланда и их потомства, которые вследствие развития механизации работ по вырубке лесов и введения правовых ограничений на вырубку лесов и использования слонов оказались не востребованы.
В конце 1990-х годов соучредитель и директор TECC Ричард Лейр и Дэвид Зульцер, нейробиолог из Колумбийского университета, решили создать оркестр, состоящий из слонов. Зульцер ранее уже работал неполный рабочий день в качестве музыканта и композитора под сценическим псевдонимом Дейв Солджер, в том числе с такими артистами, как Джон Кейл, Бо Диддли и Дэвид Бирн. В данном проекте, помимо собственно музыкального интереса, Зульцер видел возможность изучить когнитивные и музыкальные навыки слонов. Лейр, бывший зоологом, ранее уже занимался обучением некоторых слонов Центра рисованию. Для него оркестр слонов, играющих на музыкальных инструментах, был потенциальным источником дохода для института.
Первоначально оркестр состоял из шести слонов в возрасте от семи до восемнадцати лет ; позже его численность увеличилась до восемнадцати животных. Музыкальные произведения, исполненные оркестром, были выпущены на трёх компакт-дисках лейблом «Mulatta Records».
Оркестр NEI считается первым и единственным оркестром слонов в мире. В материале агентства «Reuters» он обозначен как единственный в мире музыкальный ансамбль, состоящий не из людей. В 2001 году газета «Los Angeles Times» отмечала значимость оркестра: согласно опубликованной статье, он вызвал интерес к проблеме сокращения популяции слонов в Таиланде у очень широкой аудитории по всему миру. Оркестр выступал в том числе для королевы Таиланда Сирикит; сделанная для BBC запись транслировалась на ежедневном шоу Джона Стюарта. Различные произведения, исполненные оркестром, транслировались британской радиостанцией NTS.

## Музыка и инструменты
В Канзасском университете Зульцер провёл получившие определённую известность исследования, показавшие, что слоны способны различать разные мелодии. Тем не менее он изначально считал сомнительным вероятность создания слонами музыки. К его удивлению, однако, животные начали успешно использовать инструменты через достаточно короткое время после начала обучения.
Животные играют на простых, эргономичных инструментах, выдерживающих большие нагрузки: духовых инструментах, гармонике, струнных инструментах, барабанах, гонгах и ксилофонах. Слоны в основном импровизируют, а единственное участие Зульцера — подача команд о начале и окончании исполнения; вместе с тем некоторые произведения представляют собой композиции и требуют предварительного обучения слонов махаутами, при этом каждый слон играет конкретные ноты на конкретных же настроенных инструментах. Инструменты, используемые в оркестре, народные тайские, а создаваемые им мелодии должны иметь сходство с национальной музыкой страны. По словам Лейра, слоны играют на музыкальных инструментах «с удовольствием».

## Критика
Нейробиолог Штефан Кёльш отрицает, что слоны могут создавать музыку. По его мнению, в этом оркестре музыку создают люди, тогда как животные обучены лишь выполнять определённые действия с инструментами своими хоботами.

## Дискография
- The Thai Elephant Orchestra (2000), Rigglius Music/Mulatta Records
- Elephonic Rhapsodies (2005), Rigglius Music/Mulatta Records
- Water Music (2011), Mulatta Records